# Гідрозахист електродвигуна
Гідрозахист електродвигуна (зануреного) (рос. гидрозащита (электродвигателя [погружного]); англ. water proofing of submersible motor; нім. Wasserschutz m (des eingetauchten Elektromotors)) — у технології сведловинного видобування рідких корисних копалин — пристрій електровідцентровонасосного устаткування, який захищає заглибний електродвигун від проникнення в його порожнину пластової рідини і містить в собі протектор та компенсатор.